# Amdusias

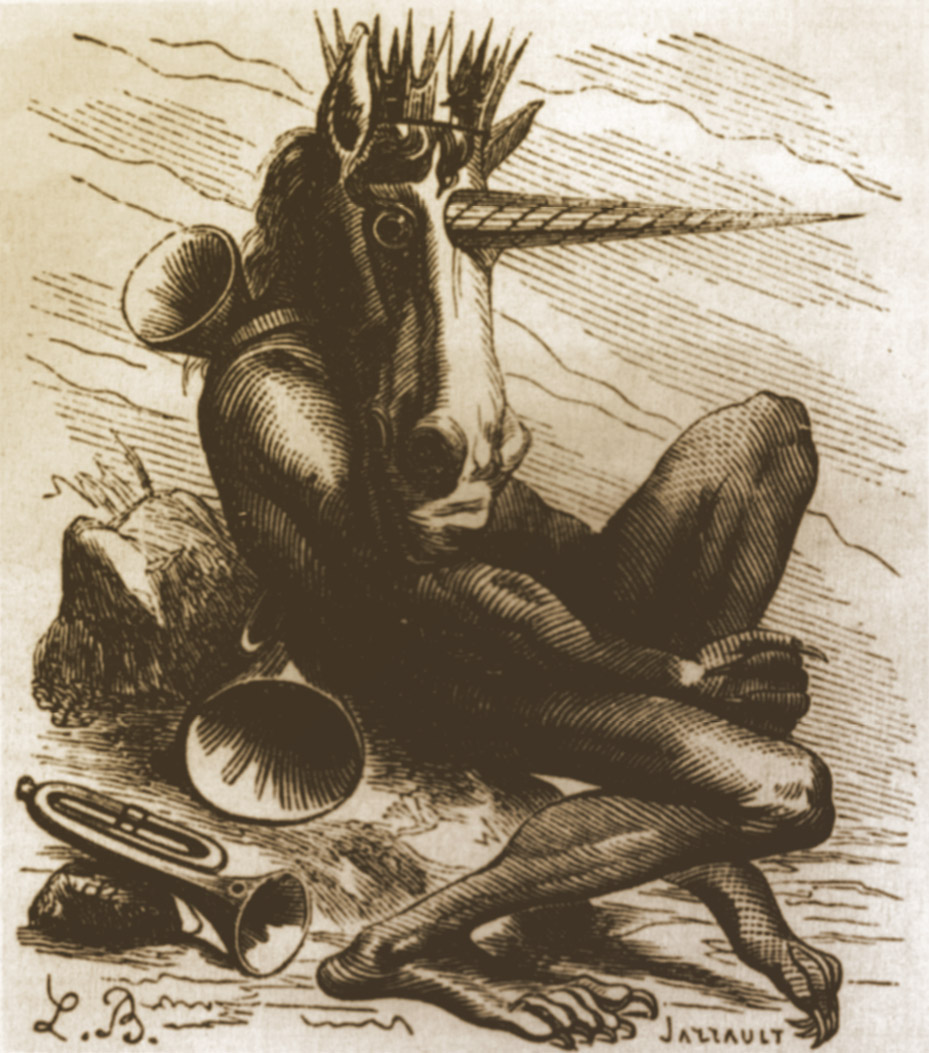
Amduscias

En demonología, Amdusias (también Amduscias, Amdukias o Ambduscias) es un demonio que posee treinta legiones bajo su comando (29 según otros autores) y tiene el título de Gran Duque. Es representado como un humano con garras en lugar de manos y pies, la cabeza de un unicornio y una trompeta para simbolizar su poderosa voz. De acuerdo con otras fuentes, este demonio es representado como un unicornio que cambia a un hombre bajo la petición del conjurador.
Amdusias es asociado con el trueno y se ha dicho que su voz es oída durante tormentas. En otras fuentes, está acompañado por el sonido de trompetas cuando viene y daría conciertos si se lo ordenara, pero mientras todo tipo de instrumentos musicales puede ser escuchado, no puede ser visto. Puede curvar los árboles a voluntad.
Es mencionado como un Duque en Pseudomonarchia Daemonum de Johann Weyer (1583)

## En la cultura popular
- Amdusias aparece en los videojuegos Symphony of the Night, Curse of Darkness y Portrait of Ruin de la franquicia Castlevania. Aparece como un hombre alto, vestido con armadura de color azul y rojo; y posee una cabeza de caballo. En las pocas veces que es encontrado, ataca con poderosos rayos, choques eléctricos y embestidas/golpes de puño. Los juegos también declaran que él es uno de los mejores músicos del infierno.
- En el videojuego Cult of the Lamb, Amdusias aparece como jefe. Su apariencia se aleja mucho de la original, asemejándose más a un gusano.
- Amduscian aparece como uno de los jefes finales del evento "Chrono Seeker" en beatmania IIDX 22 PENDUAL en la canción "Symmetry" de Nekomata Master. Su apariencia es muy diferente a como se le conoce, tomando la forma de una niña vestida en ropas de lolita y piel con matices de sepia, y manejando una suerte de vendas con las que "ataca" al avatar del jugador. Cuando es "atacada", esta se protege con las vendas.
- Amduscias aparece en los videojuegos Final Fantasy IV, Final Fantasy IX  y Final Fantasy XI como un monstruo. Es representado como un bailarín, un caballo negro con alas de demonio y un demonio alado, respectivamente.
- Ambdusias es el sobrenombre del baterista de la banda peruana de death metal Mortem.
- Amduscia, una banda mexicana de aggrotech, deriva su nombre de Amdusias.
- Aparece en una película catalana llamada «Ouija» (2003) como Ausdcias, convocado en una sesión de Ouija por 5 jóvenes.
- Amduscias Poro es un personaje de la serie de manga Mairimashita! Iruma-kun, siendo conocido como "El Legendario Demonio del Sonido".

- Datos: Q3078917
- Multimedia: Amdusias / Q3078917